# Carmen Dore
Carmen Dore i Galèsio (en italià: Càrmine Dore) (L'Alguer, 1869 - 1954), conegut també amb els pseudònims de Manuel Herrero de Sant Julià i Julià de l'Arc, va ser un arxiver, folklorista i poeta alguerès en llengua catalana.

## Trajectòria professional
Carmen Dore era arxiver municipal de l'Alguer. En l'exercici d'aquesta professió va poder acostar-se a l'herència catalana de l'Alguer i recuperar part de la història i els costums propis de la ciutat. Aquesta tasca el va portar a col·laborar amb diverses entitats del Principat que es dedicaven a recollir les tradicions catalanes i a debatre sobre l'estat de la llengua. Va ser l'autor d'un dels capítols de l'Anuari de l'Oficina Romànica de Lingüistica i Literatura, on parlava del folklore alguerès i de la presència del català a la ciutat. També va elaborar un recull lingüístic de l'alguerès.
Pel que fa a l'obra poètica, la major part va quedar inèdita. Els temes principals de la seva poesia eren l'Alguer, Catalunya, la seva esposa, i en algunes intentava recuperar les formes tradicionals del calendari festiu. La poesia Veremes tristes va ser premiada als Jocs Florals de Mataró l'any 1921.
Dore també va ser un dels fundadors del Centre Catalanista La Palmavera l'any 1906. Concretament, en va ser el primer secretari i l'escriptor de l'himne de l'entitat, L'esperança.

## Obra

### Poesia
- Veremes tristes (1921)
- A Barceloneta (1929)
- Poema (1929)
- A Catalunya (1934)

### Folklore
- La Quarèsima. Usances i costums de l'Alguer (Barcelona, 1928 -1935, reeditat per l'editorial algueresa La Celere l'any 1999)